# 前十字韧带
前十字韌帶（英語：Anterior cruciate ligament，簡稱ACL），起自脛骨髁間隆起的前方，斜向後上方，附於股骨外侧髁的内侧面。膝十字韧带牢固地连结股骨和胫骨。

## 解剖概要
前十字韧带起自股骨髁间窝的外侧面（即股骨外侧髁的内侧面），向前内下方止于胫骨髁间嵴的前方。当膝关节完全屈曲和内旋胫骨时，此韧带牵拉最紧，防止胫骨向前移动和膝关节过伸。

## 断裂
前十字韌帶可阻止脛骨向前位移至股骨前方，因此常在劇烈的扭轉運動中斷裂，如跑步中被絆住或車禍被撞擊脛骨後側上端均會造成前十字韌帶斷裂。

## 附件圖片

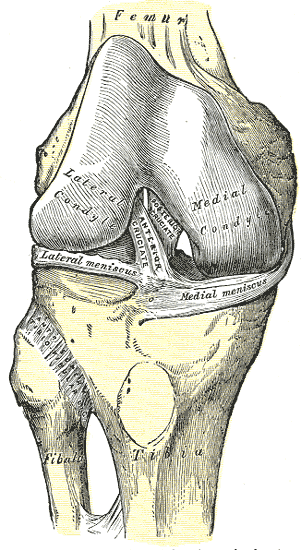
右膝關節顯示內部韌帶，前視圖。
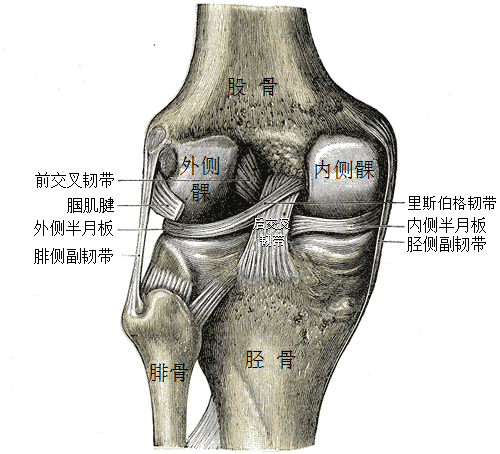
左膝蓋關節顯示內部韌帶，後視圖。
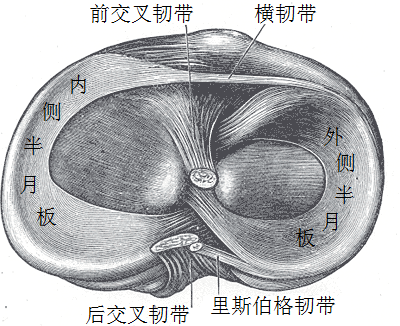
頂視圖顯示的右脛骨頭，顯示韌帶和韌帶的附件。
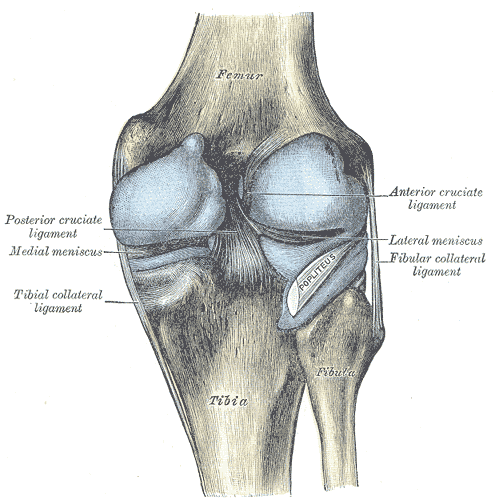
右膝關節囊（擴張）。後視圖。
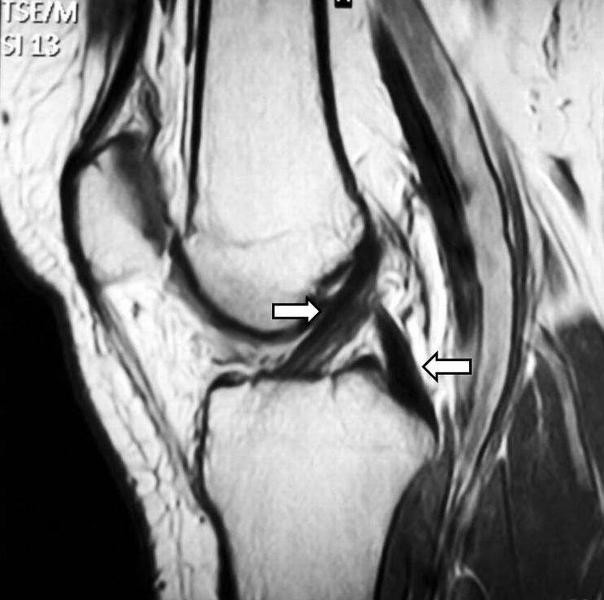
MRI顯示十字韌帶（箭頭）的正常信號。
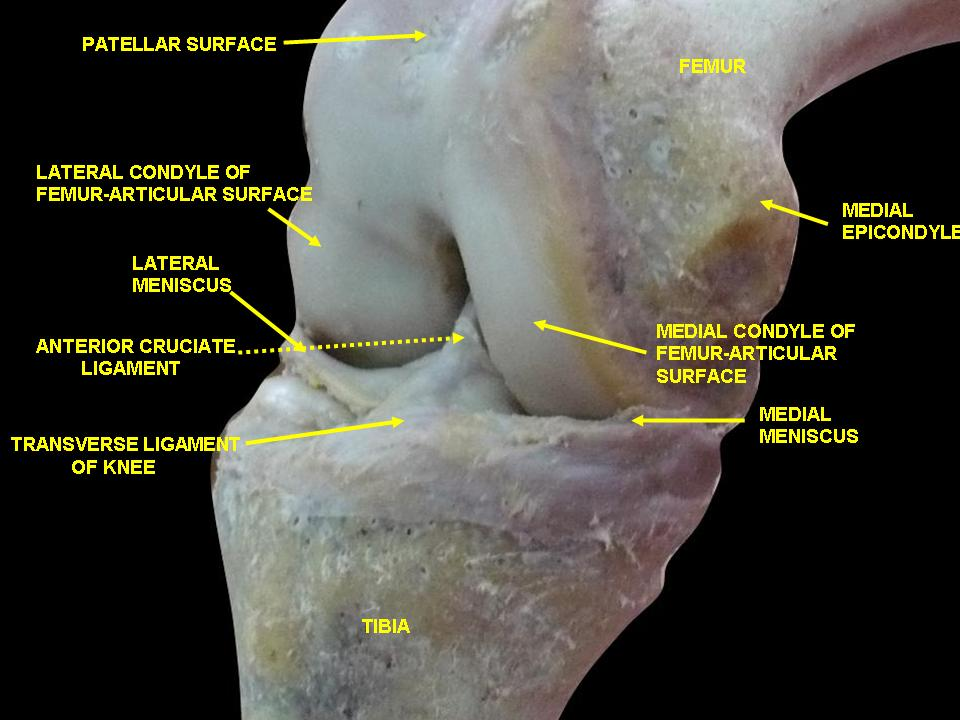
膝關節的深層解剖。前內側視圖。

## 资料来源
1. ↑  .   [2010-11-15]. （原始内容存档于2010-11-22）.
2. ↑  顾晓松. . 北京: 科学出版社. 2006: 第46页. ISBN 7-03-017867-X.
3. ↑  Smellie, Alice. . Daily Mail. 26 April 2014  [2014-04-27]. （原始内容存档于2020-11-12） （英语）.
4. ↑  吴在德、吴肇汉; 郑树、安洪、汪建平. . 北京: 人民卫生出版社. 2008: 第784–785页. ISBN 978-7-117-09621-8.

## 外部連結
- Meniscal Surgery including Meniscal Repair, Arthroscopy, and Ligament Reconstruction including ACL Reconstruction （页面存档备份，存于）
- 人体解剖学在线（Human Anatomy Online）网站上的相关图片：17:02-0701 - "Extremity: Knee joint"
- Anatomy figure: 17:07-08 at Human Anatomy Online, SUNY Downstate Medical Center - "Superior view of the tibia."
- Anatomy figure: 17:08-03 at Human Anatomy Online, SUNY Downstate Medical Center - "Medial and lateral views of the knee joint and cruciate ligaments."
- （英文）lljoints 在韦斯利诺曼的解剖课上（乔治城大学） (antkneejointopenflexed)